# Gréasque
Gréasque é uma comuna francesa na região administrativa da Provença-Alpes-Costa Azul, no departamento de Bouches-du-Rhône. Estende-se por uma área de 6,15 km². Em 2010 a comuna tinha 4 331 habitantes (densidade: 704,2 hab./km²).